# Maria Bild
Lena Maria Bild, född Karlsson 25 september 1975, är en svensk professionell dansare som i tiodans och standarddans har ett flertal SM-guld. Internationellt har hon deltagit i såväl VM som EM och vann bland annat tävlingen Rising Star US Open championship 2005.
När det populära TV4-programmet Let's Dance startade 2006 vann hon tävlingen i par med Måns Zelmerlöw. Säsongen 2007 dansade hon med Harald Treutiger, men de åkte ur efter ett antal omgångar. 
Under 2008 födde hon sitt första barn och deltog inte i tävlingen. 2009 var hon emellertid tillbaka i Let's Dance, då hon tävlade med boxaren George Scott. Året därpå parades hon ihop med Peter Wahlbeck. 2012 dansade hon tillsammans med Marcus Schenkenberg, och de röstades ut i semifinalen.
Maria Bild har startat en dansklubb som heter Stockholms Dansklubb Tolvan som ligger i Bromma. Hon samarbetar just nu med elitparet Oksana Spichak och Jonathan Näslund som hjälper till som tränare i klubben.
Under 2009 medverkade hon som expertkommentator i SVT vid samtliga mästerskapstävlingar i dans 2011 deltog hon ej då hon väntade sitt andra barn med sin make.

## Familj
Maria Bild gifte sig 2009 med den före detta allsvenske fotbollsspelaren Andreas Bild.